# Carpodacus rubicilla
Il carpodaco maggiore (Carpodacus rubicilla (Güldenstädt, 1775)) è un uccello passeriforme della famiglia dei Fringillidi.

## Etimologia
Il nome scientifico della specie, rubicilla, deriva dal termine tardo latino per indicare il ciuffolotto.

## Descrizione

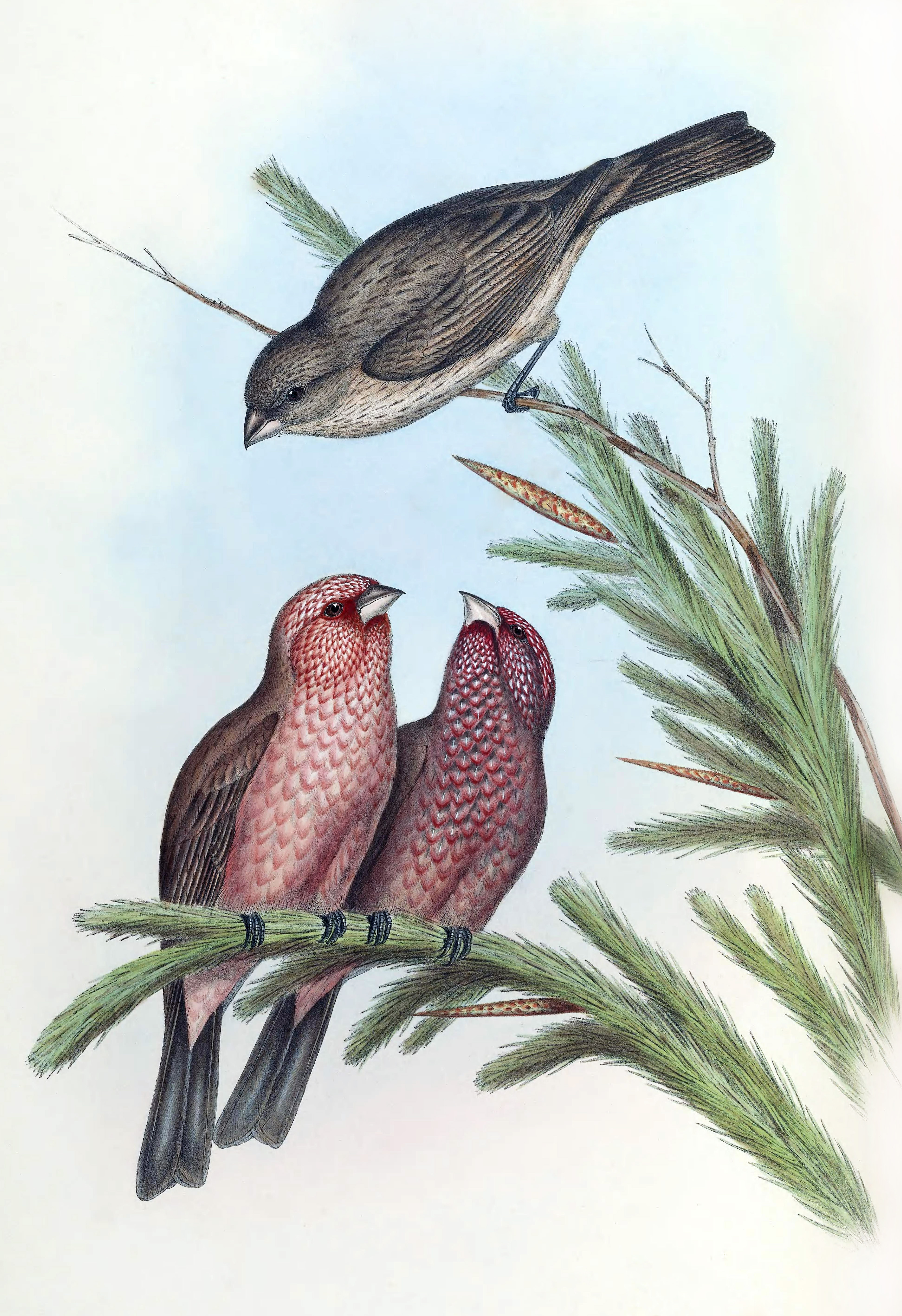
Coppia in un'illustrazione a cura di Gould.

### Dimensioni
Misura 19–21 cm di lunghezza, per 40-48,5 g di peso.

### Aspetto
Si tratta di uccelli dall'aspetto robusto e massiccio, muniti di testa tondeggiante con grandi occhi e becco conico e robusto, ali allungate e lunga coda dalla punta lievemente forcuta: nel complesso, i maschi ricordano un cardinale rosso senza ciuffo.
Il piumaggio presenta netto dimorfismo sessuale: i maschi, infatti, mostrano livrea di colore rosso su tutto il corpo, con ali e coda nerastre, dorso dalle sfumature brune e presenza di una banda più scura fra i lati del becco e gli occhi, mentre il sottocoda è biancastro. Le femmine, invece, mostrano livrea dominata dai toni del bruno-grigiastro, più scuro su testa e area dorsale e più chiaro su petto e ventre, ocn tendenza a sfumare nel biancastro. In ambedue i sessi il becco è grigio-nerastro (più chuaro inferiormente e alla base), le zampe sono di colore nerastro e gli occhi sono di colore bruno scuro.

## Biologia
Si tratta di uccelli dalle abitudini diurne, che passano la maggior parte della giornata alla ricerca di cibo, muovendosi in coppie o in piccoli gruppi e stazionando prevalentemente al suolo.

### Alimentazione
Il carpodaco maggiore è un uccello prevalentemente granivoro: la loro dieta si compone in massima parte di semi di piante erbacee montane, delle quali vengono consumate anche le foglie tenere, i boccioli e i germogli, mentre più raramente questi uccelli si cibano anche di bacche e di piccoli invertebrati.

### Riproduzione
La stagione riproduttiva comincia verso la fine di maggio e termina a fine agosto: durante questo periodo, le coppie (si tratta infatti di uccelli monogami) si dimostrano quasi inseparabili e mostrano territorialità, scacciando energicamente gli intrusi dai siti di nidificazione e (nel caso del maschio) cantando da punti in evidenza per delimitare il territorio.
Il nido, a forma di coppa, viene costruito dalla sola femmina a un paio di metri dal suolo in zone rocciose o edifici abbandonati, intrecciando fibre vegetali ed imbottendo la parte interna con pelo di capra e yak: i nidi sono generalmente isolati, tuttavia si ha notizia di coppie nidificanti anche a soli 15 m l'una dall'altra.

All'interno del nido la femmina depone 2-3 uova di color turchese, munite di una rada punteggiatura nerastra ai poli, che essa provvede a covare da sola (col maschio che si occupa di sorvegliare i dintorni e trovare il cibo per sé e la compagna) per circa 13 giorni. I nidiacei, ciechi ed implumi alla schiusa, vengono imbeccati da ambedue i parenti con semi rigurgitati e insetti, e sono in grado d'involarsi attorno alla terza settimana di vita.

## Distribuzione e habitat
Il carpodaco maggiore occupa un areale frazionato, comprendente una popolazione caucasica e una diffusa in Turkestan orientale, lungo le pendici meridionali della catena dell'Himalaya e in Cina meridionale: la specie non è una grande migratrice, tuttavia durante l'inverno le popolazioni tendono a scendere di quota per evitare il clima eccessivamente rigido.
L'habitat di questi uccelli è rappresentato dagli altipiani e dalle aree montane e submontane rocciose con vegetazione sparsa.

## Sistematica

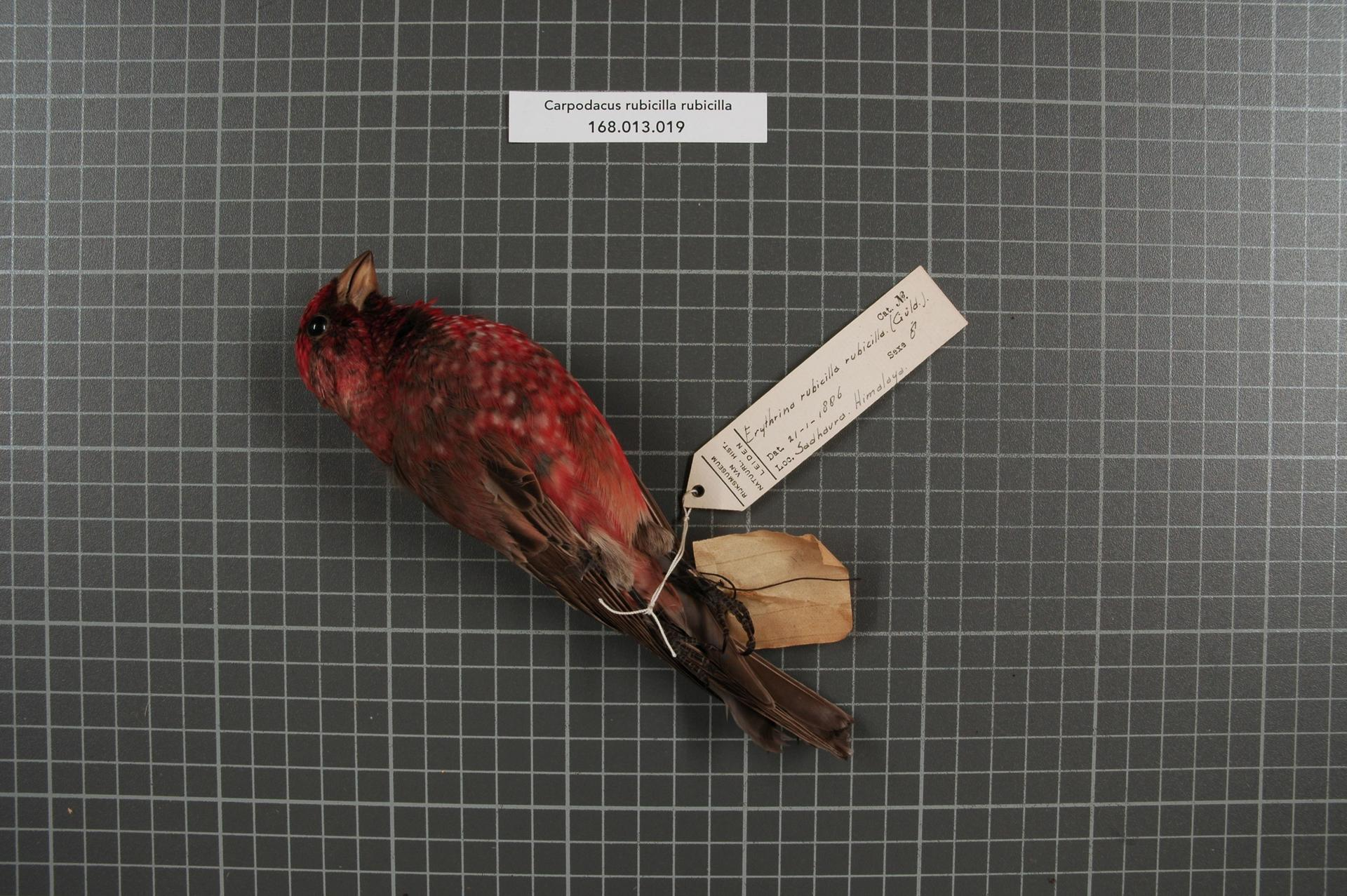
Maschio impagliato della sottospecie nominale.

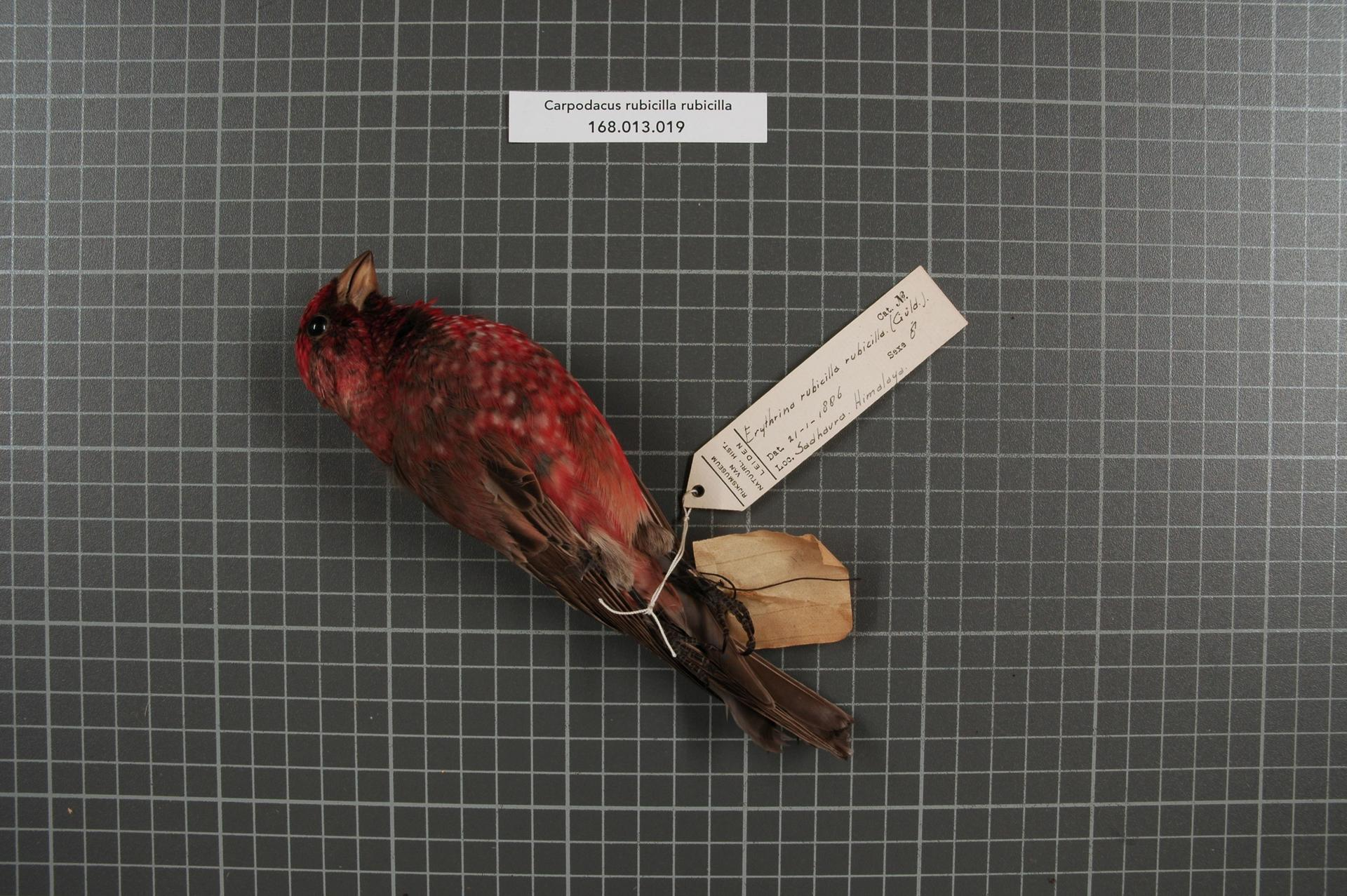
Maschio impagliato della sottospecie kobdensis.

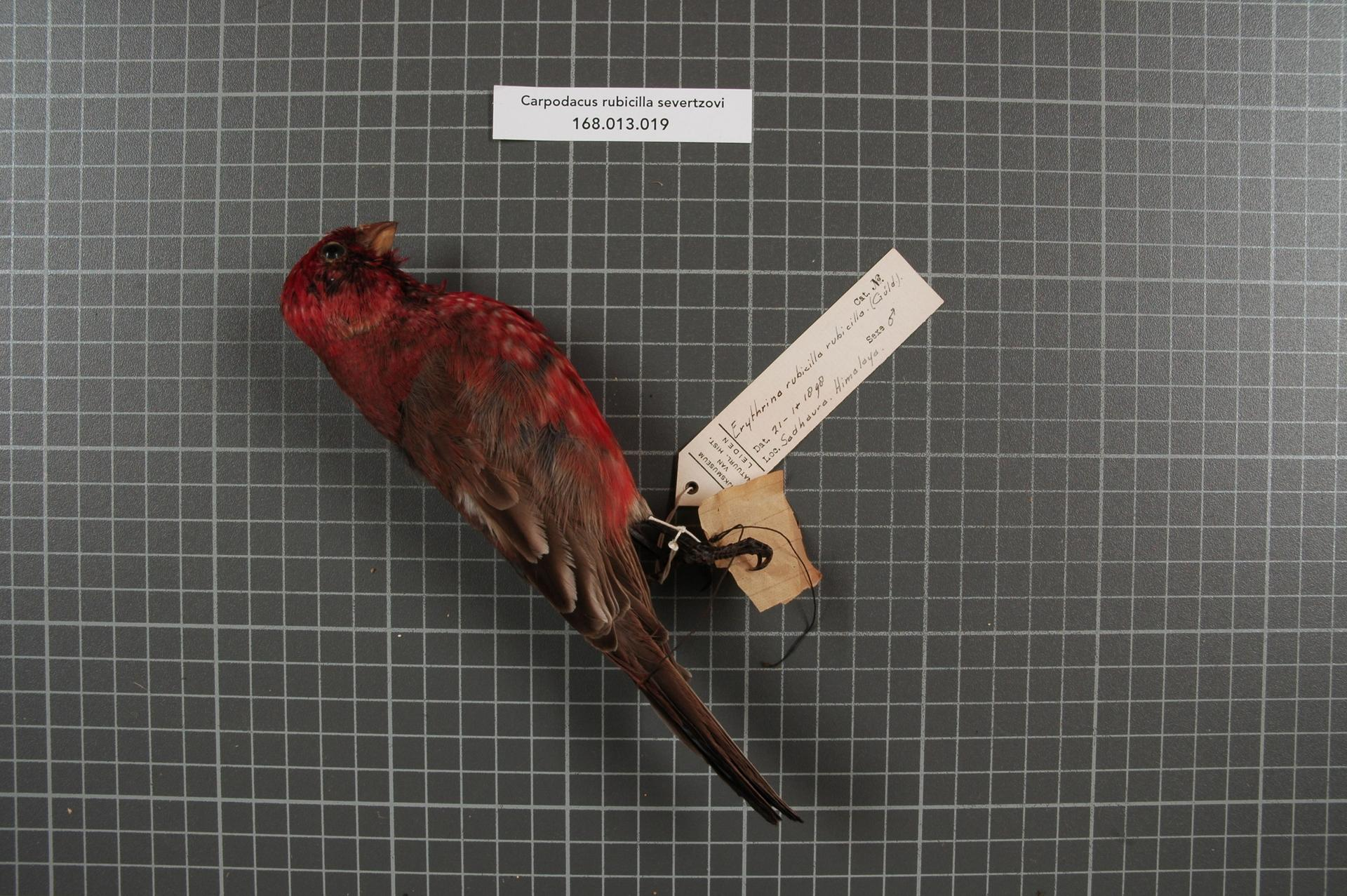
Maschio impagliato della sottospecie (secondo alcuni specie a sé stante) severtzovi.

Se ne riconoscono quattro sottospecie:
- Carpodacus rubicilla rubicilla (Güldenstädt, 1775) - la sottospecie nominale, diffusa nel Caucaso;
- Carpodacus rubicilla diabolicus (Koelz, 1939) - diffusa in Afghanistan nord-orientale, nel Pamir occidentale e sui monti dell'Alaj;
- Carpodacus rubicilla kobdensis (Sushkin, 1925) - diffusa nell'area fra la mongolia occidentale, i Monti Altaj, i Monti Sajany, Tuva e l'Uiguristan settentrionale, svernante in Kazakistan orientale;
- Carpodacus rubicilla severtzovi Sharpe, 1886 - diffusa nel Pamir chirghiso, in Zungaria, nel Tien Shan centrale, in Uiguristan occidentale, Tibet sud-orientale, Kashmir, Ladakh, Nepal settentrionale, Sikkim, Quinghai e Gansu settentrionale, svernante in Tagikistan sud-occidentale;

Le popolazioni delle pendici sud-occidentali dell'Himalaya, ascritte alla sottospecie severtzovi, secondo alcuni autori andrebbero elevate al rango di sottospecie a sé stante, col nome di C. r. eblis.
Proprio la sottospecie severtzovi viene talvolta classificata come specie a sé stante, col nome di Carpodacus severtzovi (con le sottospecie kobdensis e diabolicus ascritte a quest'ultima), in base a differenze di colorazione, abitudini riproduttive e vocalizzazioni.